# Muzio Scevola
Muzio Scevola (título original en italiano; en español, Mucio Escévola) es una ópera pasticcio (HWV 13) en tres actos con música de Amadei, Bononcini y Hándel. Se basa en el personaje histórico de Publio Mucio Escévola. 
El libreto en italiano es de Paolo Antonio Rolli que adaptó un texto de Silvio Stampiglia. La música del primer acto es de Filippo Amadei, la del segundo de Giovanni Bononcini y la tercera de Händel. 
La colaboración entre compositores era muy común en el siglo XVIII, aunque esta obra es la única de su género realizada en Londres.
La obra fue estrenada en el Her Majesty's Theatre de Londres el 15 de abril de 1721 y posteriormente en Hamburgo.